# McAfee Total Protection
McAfee Total Protection è la suite antivirus più completa sviluppata dalla McAfee, contiene un antivirus, un firewall,  un antispam, parental control, verifica sicurezza dei siti, backup e restore dei dati, tutti in un'unica suite; contiene al suo interno anche degli strumenti per la manutenzione del computer come, per esempio, la deframmentazione del disco fisso.
L'interfaccia del programma è molto semplice ed intuitiva, l'aggiornamento del programma avviene in modo automatico, a meno che non venga scelto di eseguirlo manualmente, durante l'aggiornamento le uniche differenze durante l'aggiornamento sono la visualizzazione di un'icona su systray e in caso di avvenuto aggiornamento un messaggio di avviso. 
L'antivirus è abbastanza leggero e molto potente, riesce ad individuare molti tipi di file e a riconoscere quelli infetti, una volta riconosciuto il virus lo elimina direttamente.

## Siteadvisor
È uno strumento compreso nella suite di McAfee che si basa sulle segnalazioni degli altri utenti per distinguere i siti pericolosi da quelli non pericolosi.

## Parental Control
È uno strumento compreso nella suite di McAfee che a seconda della sua configurazione permette o meno l'accesso a determinati siti e a determinate ore.

## Backup
Con questa suite è possibile effettuare un backup dei file all'interno del computer e trasferirli su supporti esterni.